# تربية رياضية
التربية الرياضية (بالإنجليزية: Physical Education) أو علوم الرياضة هي مجال اكاديمي للدراسة، والذي يكون بشكل مشترك بين الرياضة والتعليم. وتُعنى التربية الرياضية، بوصفها تخصصاً بالتعلم، والتدريس، والتعليم في مجال الرياضة والتربية البدنية وما يتصل بها من مجالات النشاط البدني. في حين يُنظر إلى علم التربية الرياضية في الغالب على أنه فرع فرعي لعلوم الرياضة (في أمريكا الشمالية يُشار إليه كثيرًا باسم علم الحركة)، فإن أسسها النظرية تستند أيضًا إلى علوم التعليم العام. وباعتبارها علمًا فرعيًا في علم التربية الرياضية، تتحالف مع مجالين، وهما الرياضة والتعليم.

## علم الآداب والسياق
في معناها الأصلي كلمة التربية، وبالتالي أيضا التربية الرياضية، تتعلق بالتنمية الهادفة للأطفال والشباب، كما أن كلمة التربية تستمد من اليونانية (pais=’child’; agogein=’to lead’; ‘to instruct’) ويعني الفن الهادف المتمثل في قيادة الشباب وتعليمهم، واعترافاً بكون البشر متعلمين مدى الحياة، ومن المحتمل أيضا أن ينخرطوا في نشاط بدني يدوم مدى الحياة، فإن التعاريف الحالية لعلم التربية الرياضية تؤيد نظرة أوسع للسياق الذي يوجد فيه علم التربية الرياضية. ولتجسيد ذلك، يستخدم مصطلح التربية الرياضية على نحو أكثر شمولية ليشمل التربية التي تتعلق بتعلم الكبار، ومشاركتهم في الرياضة، والنشاط البدني في جميع الفئات العمرية.

## خلفية تاريخية
من الناحية التاريخية، يمكن تتبع جذور علم التربية الرياضية كفرع أكاديمي من فروع العلوم الرياضية إلى الدراسة المنهجية للتعليم البدني كموضوع. وقد تم الاعتراف صراحة لأول مرة في أواخر ستينيات القرن العشرين في أوروبا القارية، باعتباره علم أصول التربية الرياضية الأكاديمية، حيث كان ينظر إلى هذا الفرع باعتباره إطاراً نظرياً لتخطيط وتعليم التربية البدنية في المدارس. ففي ألمانيا على سبيل المثال، كان نشر كتاب «أمو جروبي» المؤثر Grndagen der Sortpdagugik (أسس التربية الرياضية) بمثابة لحظة رئيسية في تعريف مفاهيم ومضمون التربية الرياضية كموضوع أكاديمي. كما أنها وفرت قوة دفع لإجراء مزيد من البحوث في هذا المجال، وبحلول نهاية السبعينات، كانت المؤسسات التعليمية في مجال التربية الرياضية قد أنشئت على نحو جيد في أقسام الرياضة والتمارين الرياضية في جميع جامعات ألمانيا.
في البلدان الناطقة باللغة الإنجليزية، أصبح الاعتراف بالتربية الرياضية كفرع أكثر حداثة. وفي عام 1989، لاحظ الباحث الألماني البارز هربرت هاغ أن معنى مصطلح "علم التربية الرياضية" لم يكن بعد ثابتا تماما في أدب العلوم الرياضية الناطقة بالإنجليزية ومع ذلك، أكد هاغ على صعود وفائدة مصطلح "علم أصول التربية الرياضية" في الاتصال بالجماهير الأكاديمية العالمية في هذا المجال بشأن البحوث في مجال التعليم والتربية البدنية والرياضة. كما لاحظ الباحث الأسترالي المتميز ريتشارد تينينج (2008، الصفحة 405) تأخر نسبيا في اعتماد مصطلح "علم التربية الرياضية" في الأدب الأكاديمي باللغة الإنجليزية، الذي يلاحظ أنه "على الرغم من أن زملائنا الأوروبيين كانوا يستخدمون المصطلحات التربوية والتربوية الرياضية لسنوات عديدة، إلا أن العالم الناطق باللغة الإنجليزية لم يتبنى هذه المصطلحات إلا مؤخرا نسبيا. ومع ذلك، تلاحظ تينينج أن علم التربية الرياضية "راسخ الآن كنظام فرعي أكاديمي موثوق به"

## الدراسة الأكاديمية
في حين أن البحوث في مجال التربية الرياضية، والبحوث في ميدان التربية البدنية لا تزال تتداخل، فإن التربية الرياضية تعتبر الآن هي النظام الأكاديمي الشامل، الذي يوجه التعليم والتدريس في طائفة واسعة من الرياضة، والنشاط البدني، وسياقات التدريب. وفي مركز التحقيق، يوجد اللقاء التربوي بين المعلم/المدرب والمعلم/المشارك. وفي هذا الصدد، فإن الغرض من التربية الرياضية هو «دعم احتياجات المتعلمين في الرياضة، وغير ذلك من أشكال النشاط البدني، أينما وحيثما يسعون إلى التعلم مدى الحياة». وتحقيقا لهذه الغاية، ينبغي تشجيع الباحثين في مجال التربية الرياضية على الانخراط في العمل المشترك بين التخصصات، من أجل تجاوز الصوامع الأكاديمية ذات الصلة التي توجد أحيانا بين التخصصات الفرعية المتميزة في العلوم الرياضية.

## أقسام التربية الرياضية
- قسم التدريب الرياضي

ويدرس فيه علم التدريب وكيفية تدريب الفرق والمنتخبات بالإضافة إلى وعلوم الحركة وعلم النفس والبايو ميكانيك بالإضافة إلى المواد العملية كالألعاب الرياضية الفردية أو الجماعية.
- قسم المناهج وطرق التدريس الرياضي[11]

وتعتمد على الدروس النظرية وتدرس فيه طرق التدريس وكيفية تدريس مجموعة طلبة في المدارس والمعسكرات التدريبية بالإضافة إلى المواد العملية التي تدرس ذاتها لقسم التدريب.
- قسم الإدارة الرياضية[12]

وفيه يقوم طلاب هذا القسم بدراسة طرق إدارة المؤسسات الرياضية.
- قسم علوم الصحة الرياضية[13]

قسم علوم الصحة الرياضية أو قسم الإصابات والتأهيل يعمل القسم على تزويد الخريج بالدراسات الصحية مثل الإصابات والتأهيل والتغذية الرياضية والقوام والتشريح والفسيولوجي وتزويد الطالب بمعلومات تجعله مؤهل إلى درجة كبيرة للعمل كأخصائي الإصابات والتأهيل وأخصائي التغذية الرياضية للعمل في الأندية الصحية ومراكز اللياقة البدنية ووحدات التأهيل بالمستشفيات، وذلك بعد حصوله على تصريح بمزاولة المهنة من نقابة الإصابات والتأهيل.
- قسم علم النفس الرياضي[15]

قسم علم النفس الرياضي يقوم بتخريج أخصائي النفسي الرياضي وذلك لتقديم خدمات استشارية نفسية واجتماعية للهيئات والفرق الرياضية والمشروعات القومية في مجال التربية البدنية والرياضة، وتقديم خدمات الإرشاد والتدخل النفسي والاجتماعي.
- قسم علوم الحركة الرياضية[16]

تقديم برامج أكاديمية لصقل قدرات الطلاب والعاملين في مجال التربية البدنية والرياضية على تحليل الحركات الرياضية من النواحي الميكانيكية وتقديم برامج أكاديمية خاصة بالتربية الحركية.
- قسم علوم الترويح الرياضي [17]

هو نوع من النشاط يُمارس في أوقات الفراغ ويختاره الفرد لدوافعه الخاصة للممارسة البدنية الترويحية، ومن نتائجه اكتساب العديد من القيم الجسدية والأخلاقية والاجتماعية والمعرفية.
- قسم الرياضات المائية [18]